# Бойл (округ, Кентуккі)
Шаблон:StateAbbr_ 37°37′ пн. ш. 84°52′ зх. д. / 37.62° пн. ш. 84.87° зх. д.
Округ  Бойл (англ. Boyle County) — округ (графство) у штаті  Кентуккі, США. Ідентифікатор округу 21021.

## Історія
Округ утворений 1842 року.

## Демографія
За даними перепису 
2000 року 
загальне населення округу становило 27697 осіб, зокрема міського населення було 17380, а сільського — 10317.
Серед мешканців округу чоловіків було 13731, а жінок — 13966. В окрузі було 10574 домогосподарства, 7345 родин, які мешкали в 11418 будинках.
Середній розмір родини становив 2,87.
Віковий розподіл населення поданий у таблиці:
| Стать    | До 15 років | 15-21 | 22-29 | 30-39 | 40-49 | 50-65 | 65-85 | Понад 85 |
| -------- | ----------- | ----- | ----- | ----- | ----- | ----- | ----- | -------- |
| Чоловіки | 2661        | 1593  | 1616  | 2134  | 2054  | 2171  | 1377  | 125      |
| Жінки    | 2529        | 1441  | 1248  | 1911  | 2079  | 2366  | 2042  | 350      |

## Суміжні округи
- Мерсер — північ
- Ґаррард — схід
- Лінкольн — південний схід
- Кейсі — південь
- Меріон — південний захід
- Вашингтон — північний захід

## Виноски
1. ↑  U.S. Decennial Census. United States Census Bureau. Архів оригіналу за 26 квітня 2015. Процитовано 12 серпня 2014.
2. ↑  Historical Census Browser. University of Virginia Library. Архів оригіналу за 11 серпня 2012. Процитовано 12 серпня 2014.
3. ↑  Population of Counties by Decennial Census: 1900 to 1990. United States Census Bureau. Архів оригіналу за 13 жовтня 2014. Процитовано 12 серпня 2014.
4. ↑  Census 2000 PHC-T-4. Ranking Tables for Counties: 1990 and 2000 (PDF). United States Census Bureau. Архів оригіналу (PDF) за 18 грудня 2014. Процитовано 12 серпня 2014.
5. ↑  State & County QuickFacts. United States Census Bureau. Архів оригіналу за 7 липня 2011. Процитовано 5 березня 2014. [Архівовано 2011-06-07 у Wayback Machine.](англ.) Наведено за англійською вікіпедією.
6. ↑  American FactFinder. Бюро перепису населення США. Архів оригіналу за 26 лютого 2012. Процитовано 31 січня 2008. [Архівовано 2008-05-21 у Wayback Machine.]

| США | Це незавершена стаття з географії США. Ви можете допомогти проєкту, виправивши або дописавши її. |